# Synophryostreptus
Synophryostreptus är ett släkte av mångfotingar. Synophryostreptus ingår i familjen Spirostreptidae.
Kladogram enligt Catalogue of Life:
| Synophryostreptus | \| \| Synophryostreptus carli \| \| \| \| \| \| Synophryostreptus punctatus \| \| \| \| |
|                   | \| \| Synophryostreptus carli \| \| \| \| \| \| Synophryostreptus punctatus \| \| \| \| |
|                   | Synophryostreptus carli                                                                 |
|                   |                                                                                         |
|                   | Synophryostreptus punctatus                                                             |
|                   |                                                                                         |